# Winkel (rivier)
De Winkel is een riviertje in de gemeente De Ronde Venen in de provincie Utrecht.
Het loopt van de Angstel bij Slot Abcoude (tussen Abcoude en Baambrugge) naar Stokkelaarsbrug, waar het uitmondt in de Waver.
Ten noorden ligt de Polder Waardassacker en Holendrecht, ten zuiden de Noorderpolder of Botshol, Polder Nellestein, Polder de Winkel en Polder het Groenland.